# Bereitschaftspotential

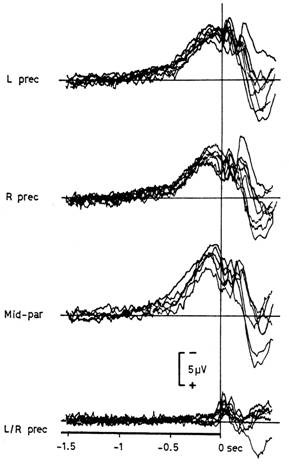
Ableitungen des Bereitschaftspotentials an drei Elektroden sowie die Differenz der ersten beiden ganz unten

Das Bereitschaftspotential ist ein elektrophysiologisch messbares Phänomen, das kurz vor willkürlichen Bewegungen in bestimmten Arealen der Großhirnrinde (im supplementärmotorischen Cortex) auftritt und als Ausdruck von Aktivierungs- und Vorbereitungsprozessen interpretiert wird. Es zählt damit zu den ereigniskorrelierten Potentialen.

## Forschungskontext
Das Bereitschaftspotential (BP) gehört zusammen mit der kontingenten negativen Variation (Contingent Negative Variation, CNV) zur Gruppe der langsamen antizipatorischen Potentiale (Anticipatory Slow Waves). Antizipatorisch (wörtlich: vorwegnehmend) bedeutet hier vorausgehend und bezeichnet „Potentiale, die vor einer messbaren Verhaltensleistung entstehen“.
Die CNV wurde 1962 von dem britischen Neurophysiologen William Grey Walter entdeckt und 1964 von seiner Arbeitsgruppe in der Fachzeitschrift Nature veröffentlicht. Das BP wurde 1964 von den deutschen Hirnforschern Hans Helmut Kornhuber und Lüder Deecke entdeckt und 1965 in einem Fachartikel veröffentlicht.
Während die Contingent Negative Variation (CNV) als ein Hirnpotential zwischen zwei Reizen – Stimulus 1 (S1) und Stimulus 2 (S2) – aus dem EEG in normaler Weise, d. h. in Zeitrichtung, gemittelt werden kann (averaging), entsteht das von Kornhuber und Deecke entdeckte Bereitschaftspotential (BP) ohne unmittelbaren externen Stimulus endogen im Gehirn eines Probanden, der selbst-initiierte Willkürbewegungen nach vorheriger Instruktion des Experimentators, die Bewegungen in unregelmäßigen Abständen und aus freiem Willen zu machen, ausführt. Eine selbst-initiierte Bewegung ist ein unvorhersehbares Ereignis, und ein damit korreliertes Potential kann deshalb nicht in normaler Weise, d. h. in Zeitrichtung, aus dem EEG gemittelt werden, weil man auf ein zeitlich unvorhersagbares, inneres Ereignis nicht triggern kann. Um ein hier möglicherweise existierendes Potential (das später so bezeichnete Bereitschaftspotential) trotzdem sichtbar machen zu können, entwickelten die Autoren eigens hierfür eine neuartige Technik: Sie speicherten die Signale des Experiments (mit EEG-Kanälen und Triggersignalen = Bewegungsbeginn) auf Magnetband und spielten dann das Band in umgekehrter Zeitrichtung ab, d. h., sie schickten die elektrischen Daten gegen die Zeitrichtung durch den Averaging Computer. Dies Verfahren wird back-averaging (Rückwärts-Mittelung) genannt. Hierbei kommt also zeitlich zuerst der Trigger (Bewegungsbeginn) und dann die Hirnpotentiale, die aber eigentlich im realen Experiment dem Bewegungsbeginn (Trigger) vorausgingen. Das BP ist also etwas anderes als die CNV. Beim BP handelt die Versuchsperson selbstgesteuert, nämlich in Eigeninitiative (nach vorheriger Absprache). Bei der CNV handelt die Versuchsperson auf unmittelbare Aufforderung, wie im Sport auf das „Los“ bei der Signalfolge „Fertig – Los“ (mit variabler Zwischenzeit). Die CNV entsteht dabei zwischen „Fertig“ und „Los“. Deshalb wurde die CNV von ihren Entdeckern einer Erwartung (expectancy) – Warten auf das „Los“ – zugeordnet, während das BP von ihren Entdeckern einer Bereitschaft (readiness) – zum Handeln – zugeordnet wurde.
Ist der zeitliche Abstand zwischen Warnreiz (S1) und Zielreiz (S2) lang genug (> 3 s), kann die CNV in zwei Komponenten untergliedert werden. Direkt nach dem Warnreiz kommt es zu einer frühen Negativierung des EEG-Signals. Diese frühe CNV (400 ms - 1500 ms) wird als Verarbeitung des Warnreizes an sich interpretiert. Aufgrund der damit einhergehenden Orientierungsreaktion wird sie gelegentlich als O-Welle (Orientierungswelle) bezeichnet. Nach dem Abflachen des Signals zur Grundlinie (1500 ms – 2600 ms) kommt es im weiteren Verlauf zu einer zweiten Negativierung des Signals. Diese späte CNV (2600 ms – 3700 ms) wird der Erwartung (Antizipation) des Zielreizes zugeschrieben, weshalb sie auch gelegentlich als E-Welle (Erwartungswelle) bezeichnet wird. Sie wird Vorbereitungsprozessen der motorischen Antwort auf den erwarteten Zielreiz zugeordnet. Funktionell wird die späte CNV ferner als Summe zweier Subkomponenten aufgefasst. Die Stimulus-Preceding Negativity (SPN) beschreibt die Negativierung des EEG-Signals in Erwartung eines informationsgeladenen Reizes (Rückmeldungs- oder Hinweisreiz). Sie tritt aufgabenunabhängig auf. Beinhaltet die Aufgabe jedoch zusätzlich die Ausführung einer bestimmten Bewegung als Reaktion auf einen Zielreiz, kann als zweite Subkomponente auch die Movement-Preceding Negativity beobachtet (MPN) werden.
Bei allen Unterschieden im experimentellen Ablauf und zum Teil auch in der zugrundeliegenden – und erst später näher erforschten – Hirntätigkeit ist CNV und BP gemeinsam, dass sie verhaltensbezogene Gehirntätigkeit vor dem bewussten Erleben des entsprechenden Verhaltens anzeigen. Aus diesem Grund hatten beide Entdeckungen einen enormen und anhaltenden Einfluss auf die nachfolgende Gehirnforschung.

## Elektroenzephalographie
Zur Erfassung des BP ließen Kornhuber und Deecke die Probanden spontane Fingerbewegungen ausführen und zeichneten ein kontinuierliches Gleichstrom-EEG auf. Es zeigte sich mehr als eine Sekunde vor Ausführung der Bewegung eine charakteristische negative Potentialwelle, vor allem in frontalen und parietalen Ableitungen.
Da das Bereitschaftspotential mit einer messbaren Spannung von bis zu 20 µV im Vergleich zu anderer Gehirnaktivität schwach ist, kann es nicht einfach zum Zeitpunkt seines Auftretens gemessen und ausgewertet werden, sondern muss über eine Vielzahl von Versuchsdurchläufen gemittelt werden. Die Versuchspersonen in den bekannten Libet-Experimenten mussten denselben Vorgang etwa vierzigmal wiederholen. Angaben über Zeitabstände vor oder nach dem Maximum des aufgezeichneten Potentials sind deshalb in der Regel Durchschnittswerte.

## Subjektiv erlebte Entscheidung
Etwa 500 ms vor Beginn einer willkürlichen Bewegung ist bereits ein Potentialanstieg messbar. Die subjektiv erlebte Entscheidung eines Probanden für die Bewegung wird von diesem jedoch erst ca. 200 ms vor dieser Bewegung wahrgenommen. Diese Zeit wurde ermittelt, indem Versuchspersonen während einer EEG-Messung den rotierenden Zeiger einer Uhr betrachteten. Wollten die Versuchspersonen nun eine willkürliche Bewegung, wie etwa das Drücken eines Knopfes, ausführen, teilten sie die Position des Uhrzeigers zu dem Zeitpunkt mit, als ihnen ihre Entscheidung zur Handlung bewusst wurde. Um die individuelle Zeitverzögerung der einzelnen Personen bei der Beschreibung der Position des Uhrzeigers zu bestimmen, wurden Kontrollexperimente durchgeführt, bei denen die Versuchspersonen die Position des Zeigers während eines zeitlich festgelegten Stimulus der Haut mitteilen sollten.
Die Libet-Experimente und erweiterte Nachfolgeexperimente bekräftigten für manche die Vermutung, dass freier Wille eine Illusion sei, da der Wunsch, eine spontane Bewegung auszuführen, erst nach einer neuronalen Einleitung dieser Bewegungsabläufe entstehe.
Libet selbst schrieb in späteren Veröffentlichungen den bewusst erlebten Entscheidungen jedoch die Möglichkeit eines Veto-Rechts zu. Damit sei eine Person in der Lage, bis 200-100 ms vor der Handlung – bis etwa zum Maximum der Amplitude des Bereitschaftspotentials – eine neuronal bereits eingeleitete Bewegung noch kurzfristig abzubrechen. Die Versuchspersonen könnten somit de facto die motorische Handlung noch unterdrücken. Diese Beobachtung Libets wurde 31 Jahre später und mit den inzwischen weiter entwickelten technischen Möglichkeiten eindrucksvoll bestätigt und genauer präzisiert. Eine Arbeitsgruppe um John-Dylan Haynes in Berlin ließ in einer Art Computerspiel Probanden gegen ihr eigenes BP spielen. Es zeigte sich, dass sie bis zu 200 ms vor einer vom BP angekündigten Fußbewegung diese noch stoppen konnten. Die Zeitschwelle der 200 ms wurde als point of no return (Punkt ohne Umkehr) bezeichnet.
Experimente zur Bewusstheit willentlicher Entscheidungen von Kühn und Brass von 2009 hatten allerdings inzwischen bereits darauf hingedeutet, dass auch Veto-Entscheidungen unbewusst getroffen werden und erst nachträglich als freie Entscheidungen empfunden werden. Die Autoren des neuen Berichts von 2016 lehnten es in ihrer Veröffentlichung denn auch ausdrücklich ab, die Frage des „freien Willens“ im Zusammenhang mit ihren Ergebnissen zu diskutieren.

## Entstehung des Namens
In ihrer Veröffentlichung von 1965 begründeten Kornhuber und Deecke ausführlich, warum sie für das Ergebnis ihrer Experimente die Bezeichnung Contingent Negative Variation (CNV) der Arbeitsgruppe von Walter nicht übernahmen – trotz großer Ähnlichkeit im EEG-Bild. Sie waren der Auffassung, sie könnten die Verhaltenszuordnung zur CNV (expectancy - Erwartung) nicht auf ihre Experimente übertragen.

„Zur Terminologie: als Erwartungswelle können wir das negative Potential vor Willkürbewegungen nicht begreifen, denn es wird nichts erwartet; vielmehr scheint der bioelektrische Vorgang zu jenen Hirnprozessen zu gehören, die im Bewusstsein als Bereitschaft zum Handeln erscheinen (Hervorhebung im Original).“

Im nachfolgenden Satz betonten sie jedoch wieder eine wichtige Gemeinsamkeit von CNV und ihren Ergebnissen und stellten zur Diskussion, ob nicht auch für die CNV die Zuordnung „’Bereitschaft’ richtiger“ gewesen wäre.

### Geschichte
- W. Grey Walter, R. Cooper, V. J. Aldridge, W. C. McCallum, A. L. Winter: Contingent Negative Variation: An Electric Sign of Sensori-Motor Association and Expectancy in the Human Brain. In: Nature. Band 203, Nr. 4943, 25. Juli 1964, S. 380–384, doi:10.1038/203380a0.
- Hans Helmut Kornhuber, Lüder Deecke: Hirnpotentialänderungen bei Willkürbewegungen und passiven Bewegungen des Menschen: Bereitschaftspotential und reafferente Potentiale. In: Pflügers Arch. Band 284, 1965, S. 1–17. doi:10.1007/BF00412364, researchgate.net (PDF; 1,1 MB).

### Einführungen
- C. H. M. Brunia, G. J. M. van Boxtel, K. B. E. Böcker: Negative Slow Waves as Indices of Anticipation: The Bereitschaftspotential, the Contingent Negative Variation, and the Stimulus-Preceding Negativity. In: Steven J. Luck, Emily S. Kappenman (Hrsg.): The Oxford Handbook of Event-Related Potential Components. Oxford University Press, 2012, ISBN 978-0-19-537414-8, S. 189–207.
- S. P. Wise: Movement selection, preparation, and the decision to act: neurophysiological studies in nonhuman primates. In: Marjan Jahanshahi, Mark Hallett (Hrsg.): The Bereitschaftspotential: Movement-Related Cortical Potentials. Kluwer Academic / Plenum Publishers, New York 2003, ISBN 0-306-47407-7, S. 249–268.

### Sonstiges
- M. Nann, L. G. Cohen, L. Deecke u. a.: To jump or not to jump - The Bereitschaftspotential required to jump into 192-meter abyss. In: Sci Rep. Band 9, 2019, Artikel 2243. DOI:10.1038/s41598-018-38447-w